# Tolna demaculata
Tolna demaculata är en fjärilsart som beskrevs av Embrik Strand 1913. Tolna demaculata ingår i släktet Tolna och familjen nattflyn. Inga underarter finns listade i Catalogue of Life.